# Зерноочисна машина

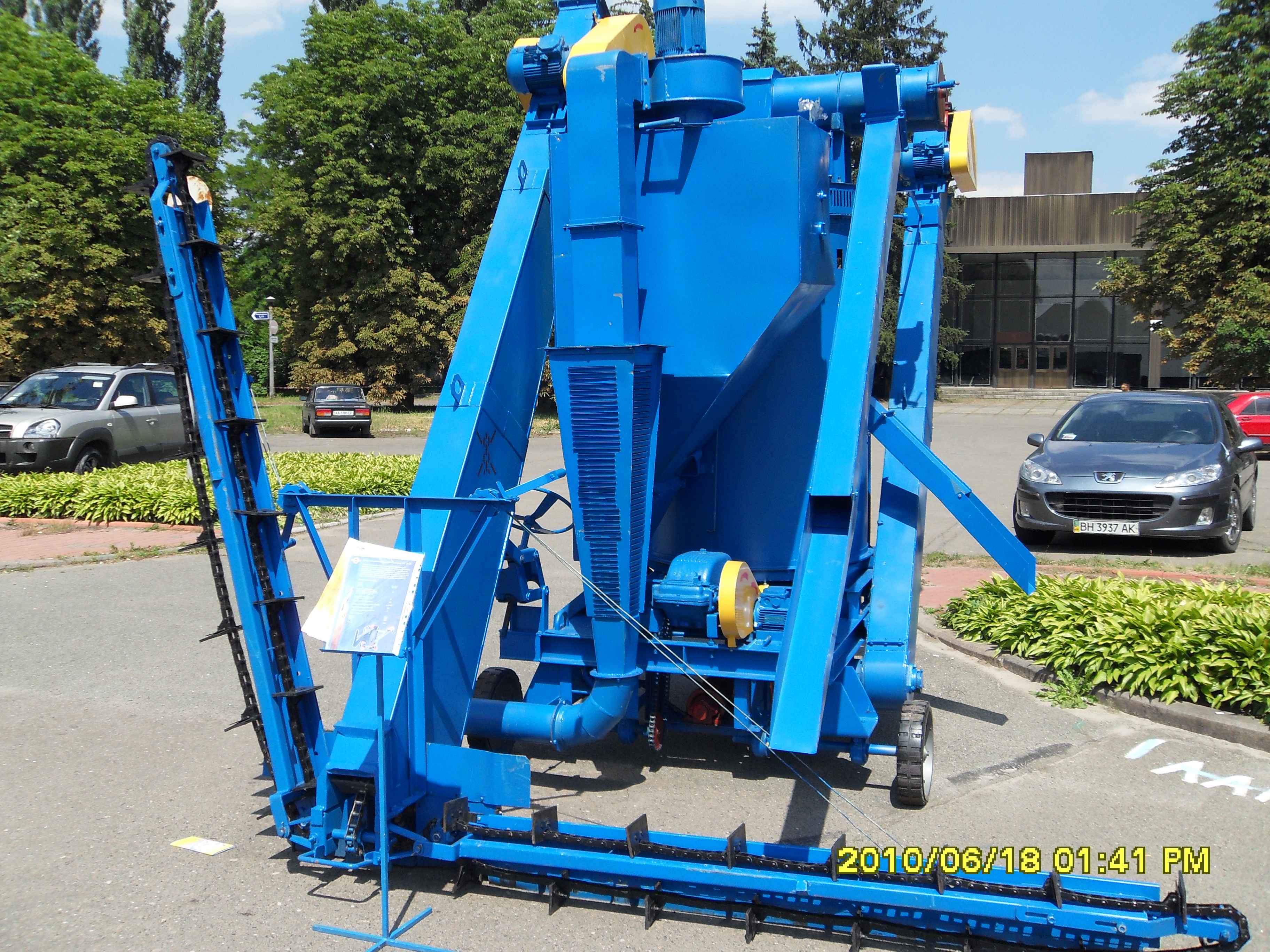
Сепаратор-ворохоочищувач СВС-25-01

Зерноочисна машина - технічний пристрій, призначений для очищення зерна (зерновороху) від домішок, які потрапили до зернової маси в процесі вирощування та обмолоту (насіння бур'янів, фрагменти рослин, комахи, мінеральні домішки. В зерноочисній машині використовуються різні способи сепарації- за розмірами зернини, питомою масою, парусністю, видом поверхні.
Зерноочисні машини використовуються індивідуально та в складі зерноочисних та зерносушильних комплексів.